# Гірнича промисловість Марокко

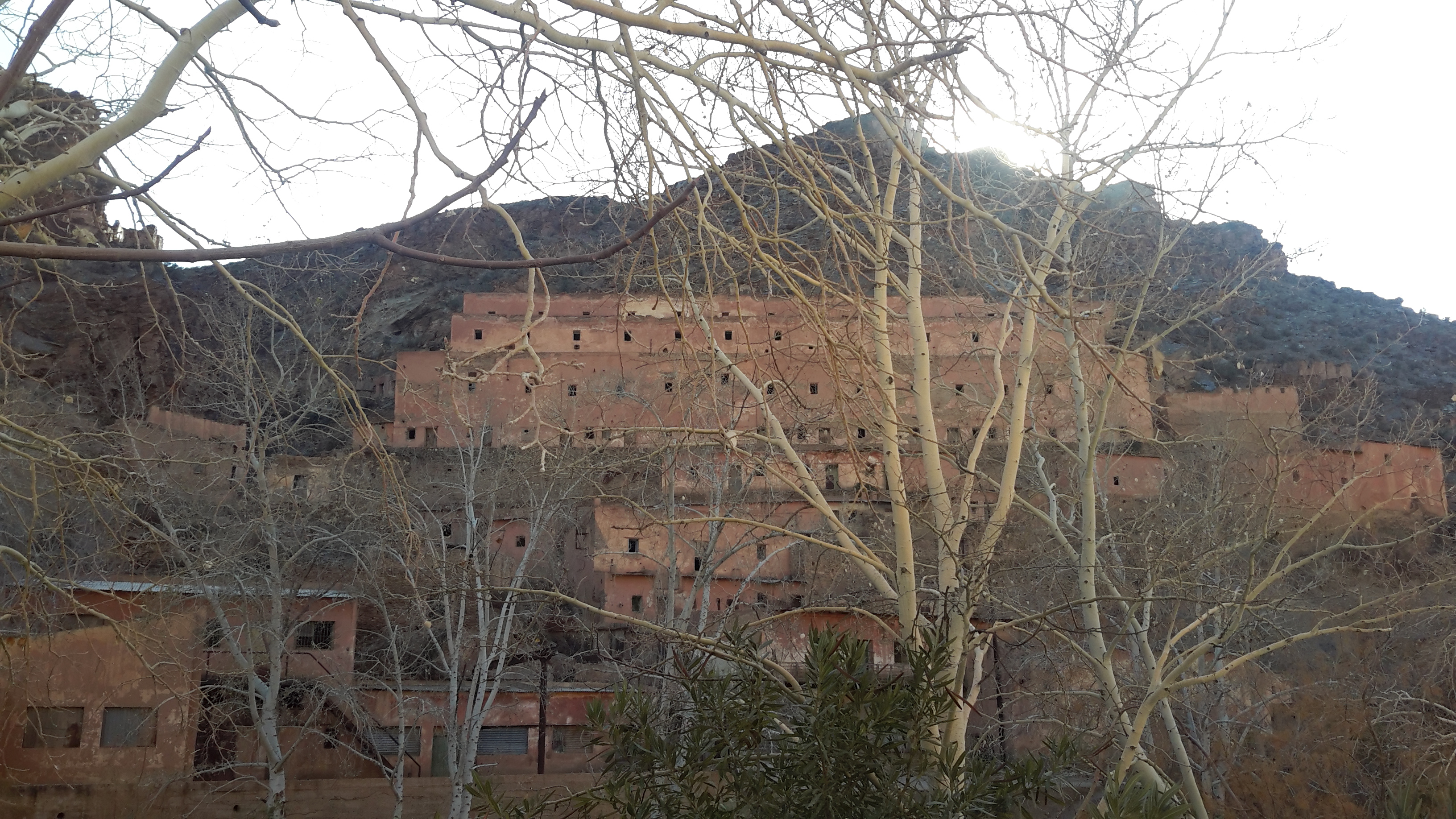

Гірнича промисловість Марокко

## Загальна характеристика
У 1990-і роки частка гірничодобувної промисловості у ВВП становить близько 3 %. Марокко поряд зі США займає провідне місце по видобутку фосфоритів, продукує свинець і барит в концентратах, срібло і флюорит. Промислове значення мають родовища залізняку, свинцю, марганцю, кобальту, міді, цинку. В кінці ХХ ст. на гірничодобувну промисловість припадало близько 25% загального обсягу пром. продукції країни. У Марокко є підприємства гірничорудної, гірничохімічної і паливної галузей, підприємства по видобутку неметалічної сировини і будівельних матеріалів. Частка фосфоритових підприємств в гірничій промисловості 70-90%. Гірнича промисловість забезпечує внутрішні потреби країни своєю продукцією, крім нафти, азбесту, графіту, каоліну і деяких буд. матеріалів. Значна частина продукції експортується (близько 1/3 всіх валютних надходжень від експорту), основний експорт — фосфати, концентрати руд кольорових металів.

## Окремі галузі
Фосфорити. Марокко є провідним виробником фосфоритів (3-є місце у світі з виробництва і 1-е з експорту, головний імпортер — США). Фосфорити, що розробляються в районі Юсуфії і Хурібги, розташованому в зоні «фосфоритного плато», відрізняються дуже високою якістю, як і фосфорити родовища Бу-Краа на території Західної Сахари. Таким чином, основу гірничохімічного виробництва країни складають саме фосфорити (табл. 1). Загальний річний видобуток фосфоритів планується збільшити до 63,5 млн т у 2003. Найбільший район по видобутку фосфоритів — Улад-Абдун (родов. Хурібга, 17,6 млн т). Розробка в основному ведеться відкритим способом.
Таблиця 1. — Динаміка видобутку і виробництва фосфоритових продуктів в Марокко, тис.т
| Продукт               | 1998   | 1999   | 2000   |
| Фосфатна руда         | 22 644 | 22 163 | 21 628 |
| Фосфорна кислота      | 2 668  | 2 696  | 2 736  |
| Потроєний суперфосфат | 542    | 485    | 630    |
| Моноамоній фосфат     | 84     | 198    | 348    |
| Діамоній фосфат       | 1 278  | 1 205  | 1 238  |

З паливних корисних копалин Марокко видобуває нафту (з 1924), природний газ, вугілля.
Нафта і газ. Так як широкомасштабна нафтогазорозвідка привела до виявлення лише декількох незначних родовищ, країні доводиться заповнювати внутрішні потреби в нафті і природному газі за рахунок імпортної закупівлі. Газопровід Магриб — Європа для подачі газу в Іспанію дозволяє користуватися багатими ресурсами природного газу Алжиру. Проте пошуки нафти продовжуються, при цьому особлива увага приділяється прибережному шельфу Атлантичного океану. Нафтопереробні заводи побудовані в Касеме і Мохаммедії.
Вугілля. З 1940-х років ведеться розробка родовищ кам'яного вугілля в районі Джерада, але внаслідок виснаження вугільних пластів обсяги вуглевидобутку постійно знижуються.
Золото і срібло. Пром. видобуток Au і Ag в концентратах ведеться з 1920. Близько 2/3 благородних металів отримують з руд мідних, мідно-поліметалічних і свинцево-цинкових родовищ, понад 1/3 — із золото-срібних і власне срібних руд.
Мідь. Видобуток мідних руд і виробництво мідного концентрату ведеться з часу освоєння родовища Азгур. Спочатку (1923–1940) розроблялися молібден-вольфрамові, а потім (1940–1971) міднорудні поклади цього родовища. На півдні країни розроблялися родовища Бу-Скур, Талаат-Нуаман, Джебель-Клах, Вансимі, але виробництво міді в концентратах не перевищувало 8,3 тис.т на рік (1970–1981) і різко збільшилося після освоєння родовищ групи Бу-Гаффер, Блейда, Тіззерт, Тазалагт (1982–1984). Марокко експортує мідні концентрати в Бельгію, Фінляндію, ФРН та Іспанію.
Поліметали. Промисловий видобуток свинцево-цинкових руд в Марокко ведеться з 1920. У кінці ХХ ст. працювало близько 15 рудників. Найбільші — «Беддіан» (Туїссит) і «Уед-Мокта» розташовані в районі Уджда в Зоні Горстів, «Зейда», «Аулі» і «Мібладен» — в районі Мідельт у верхів'ях р. Мулуя; «Джебель-Авам» — в Центральному Марокко.
Флюорит. Основний видобуток флюориту зосереджено в Центральному Марокко. Найбільше родовище Ель-Хаммам розробляється з 1960-х р. Видобуток руди здійснюється підземним способом. Руда збагачується, концентрат містить 98% CaF2. Експлуатується також родовище Джебель-Зрахіна в провінції Хеміссет. Концентрат експортується в осн. в Канаду, США, ФРН.
Металічні корисні копалини. Залізняк видобувають на родовищах Віксан (близько 1 млн т руди на рік), Сетолазар і в провінції Хеніфра. Руди збагачують. Марганцеві руди добуваються на півдні країни в районі Іміні (Антиатлас). Переважають низькосортні руди. Руди стибію видобувають на родов. району Кеф-Нсур в Центральному Марокко. У незначних кількостях добувають руди молібдену, вольфраму і олова. Видобуток бариту ведеться в центральних і південних районах країни. Найбільшим є рудник «Джебель-Зельму» (250 тис.т руди на рік). Баритовий концентрат експортується в основному в США, Велику Британію, Нідерланди.
На початку XXI ст. провідним продуцентом металічних корисних копалин та флюориту в Марокко є гірничодобувна фірма Managem (табл. 2).
Таблиця 2. — Динаміка виробництва деяких металів та флюориту провідної фірми Managem в Марокко, т.
| Продукт                | 1998    | 1999    | 2000      |
| Кобальтові катоди, кг  | 241 681 | 472 196 | 1 206 716 |
| Кобальтовий концентрат | 729     | 4 588   | 11 378    |
| Мідь                   | 31 719  | 25 170  | 23 150    |
| Золото, кг             | 53?25   | 406     | 505       |
| Свинець                | 35 635  | 35 140  | 30 470    |
| Срібло, кг             | 240 412 | 226 642 | 246 204   |
| Цинк                   | 210 936 | 208 056 | 191 128   |
| Флюорит                | -       | 83 100  | 76 991    |

Managem володіє (або має частку):
- кобальтовою компанією CTT (100%), металургійним виробництвом Bou Azzer (CMBA);
- сріблодобувною компанією Soc. Metallurgique d'Imiter — SMI (73,4 %);
- фірмою Cie Minière de Guemassa (CMG);
- золотодобувною компанією Akka Gold Mining (AGM): CMG (60,38 %) і Managem (23,56 %);
- частково — геологорозвідувальною компанією Semafo, яка є провідною в пошуках на золото в Західній Африці.

Інші корисні копалини. Розробляються родовища кам'яної солі в районах Тадла і Зіма (на схід від м. Сафі). Нерудна індустріальна сировина представлена сукновальною глиною (район Таурірт), кварцовими пісками (район Мекнес), гіпсом (райони Юсуфія, Муассат і Сіді-Ахмед-Тіджі). На родовищі Кеттара добувають кускову червону вохру та лімоніт, які збагачують гравітацією. Добувають також пуцолани пемзи, доломіт, мармур, слюду, пірофіліт, азбест, перліт, польові шпати, керамічні глини, графіт.

## Гірничо-геологічна служба. Підготовка кадрів. Друковані видання
Розвитком гірничої промисловості в національному масштабі керує Міністерство енергетики і рудників (засновано в 1977). Діють два інженерних навчальних заклади, національні школи гірничодобувної промисловості (мм. Рабат, Мохаммедія, Марракеш, Туїссіт), які випускають гірничих інженерів і енергетиків. Проблеми розвитку гірничої промисловості висвітлюються в технічному журналі «Аль-Хандаса аль-Ватанійя». Матеріали з геології родовищ нафти, природного газу і твердих корисних копалин публікуються в журналах «Mines, Geologic et Energie» (з 1978), «Notes et Mémoires du Service les mines et de la carte géologique».